# 叉须崖爬藤
叉须崖爬藤（学名：Tetrastigma hypoglaucum）是葡萄科崖爬藤属的植物，为中国的特有植物。分布于中国大陆的四川、云南等地，生长于海拔2,300米至2,500米的地区，多生长在山谷林中以及灌丛，目前尚未由人工引种栽培。

## 异名
- Tetrastigma hypoglaucum Planch. ex Franch. var. puberulum W. T. Wang et Cao